# 데이비드 아출레타
데이비드 제임스 아출레타(David James Archuleta, 1990년 12월 28일 ~ )는 미국의 싱어송라이터이자 배우이다. 10살 때 유타 탤런트 대회 어린이 부문에서 우승하였으며, 이것을 계기로 텔레비전에 출연하게 되었다. 12살이 되던 해, 아출레타는 《스타 서치 2》에서 주니어 보컬 챔피언이 되었다. 2007년 16살 때, 《아메리칸 아이돌》 시즌 7에 참가하였으며, 가장 어린 참가자 중 한명이 되었다. 2008년 5월, 《아메리칸 아이돌》에서 아출레타는 준우승을 하였다.
2008년 8월, 아출레타는 자신의 이름을 딴 1집 음반 David Archuleta의 수록곡 "Crush"를 첫 싱글로 발매하였다. David Archuleta의 발매 3달후에 빌보드 200 차트에서 2위를 하였으며, 판매량으로는 미국 내에서 750,000장의 판매고를, 전 세계에서는 900,000장의 판매고를 올렸다.

## 어린 시절
아출레타는 아버지 제프 아출레타와 어머니 루페 아출레타 사이에서 태어났다.
6살 때 아버지가 틀어주신 뮤직비디오를 보고 음악을 본격적으로 시작하게 된 데이비드 아출레타는 10살 때 Utah Talent Competition,
12살 때 CBS Star Search 등에서 우승하여 음반 계약이 성사되기도 했으나, 앨범 제작 단계에서
성대 마비가 찾아오게 된다. 그런데 오히려 성대 마비가 데이비드 아출레타의 목소리를 더욱 풍부하게 만들어 주게 되었다고 한다.

## 데뷔
2008년 8월 1일, 데이비드 아출레타는 뉴욕의 라디오 방송국 Z100을 통해 자신의 데뷔 싱글 Crush를 발표하였다.
데뷔 싱글 앨범으로 데이비드 아출레타는 빌보드 핫차트 2위권에 들며
화려한 데뷔를 하게 된다.
2008년 11월 11일, 데이비드 아출레타는 자신의 정규 1집, David Archuleta를 발표하였다.
그의 1집은 2008년 11월 빌보드 차트 2위권에 들며 750.000장의 판매고를 올렸다.

## 앨범 목록
- 〈Crush〉 (Single) 2008년 8월 20일 발매
- 《David Archuleta》 2008년 11월 11일 발매
- 《A Little Too Not Over You》 2009년 1월 20일 발매
- 〈Crush〉 (ROW Digital Single) 2009년 2월 26일 발매
- 《Daavid Archuleta》 2008년 8월 20일 발매
- 《Somebody Out There》 2009년 3월 13일 발매
- 《Works For Me》 2009년 3월 13일 발매
- 《AOL Sessions 2008》 2009년 4월 24일 발매
- 《Daavid Archuleta》 2008년 11월 11일 발매
- 《Daavid Archuleta》 (Deluxe Ver.) 2008년 11월 11일 발매
- 《Fan Pack》 (EP) 2009년 6월 9일 발매
- 《Touch My Hand》 (Single) 2009년 7월 21일 발매
- 《Christmas From The Heart》 2009년 10월 13일 발매
- 《Somos El Mundo 25 Por Haiti》 (Digital,참여앨범) 2010년 3월 2일 발매
- 《Something 'Bout Love》 2010년 7월 20일 발매
- 《The Other Side Of Down》 2010년 10월 5일 발매
- 《The Other Side Of Down (Korean Digital Exclusive Album)》 2011년 1월 3일 발매
- 《Everything & More》 2011년 7월 12일 발매
- 《The Other Side Of Down (Asian Tour Edition)》 2011년 8월 30일 발매
- 《Glad Christmas Tidings(CD/DVD)》 2011년 9월 6일 발매
- 《Forevermore》 2012년 3월 26일 발매
- 《BEGIN.》 2012년 8월 7일 발매
- 《Forevermore Expanded Edition》 (필리핀) 2012년 10월 발매
- 《Don't Run Away》 (Digital) 2013년 2월 26일 발매
- 《No Matter How Far》 2013년 3월 26일 발매